# Earl av Chesterfield
Earlerna av Chesterfield tillhörde en aristokratisk familj från Derbyshire, England. Deras fädernegård var Bretby Hall i Bretby, Derbyshire, och deras släktnamn var Stanhope.
Stephen de Segrave förlänades egendomen Bretby 1209 av Ranulph, earl av Chester. Stephen de Segrave byggde en herrgård och en kyrka i Bretby. 1585 köpte Thomas Stanhope herrgården. 1616 blev hans sonson Philip Stanhope upphöjd till baron Stanhope, och 1628 blev han den förste earlen av Chesterfield.
Den andre earlen skapade trädgårdarna vid Bretby Hall, som av en del ansågs vackrare än trädgårdarna vid Versailles.
Den fjärde earlen (1694-1773) var politiker och statsman.
Den femte earlen rev herrgården och ersatte den med den nuvarande. Den nya byggnaden ritades av sir Jeffrey Wyatville.
Den sjätte earlen var känd som "Racer-earlen" ("racing Earl") och han byggde en racerbana i Bretby.
Den sjunde earlen gillade cricket och skytte. Han byggde en cricketplan och födde upp tävlingsfåglar. Vid hans död ärvdes egendomen Bretby Hall av hans mor, därefter av Lord Portchester och sedan av den femte earlens av Carnarvon fru. Denne earl var den berömde egyptologen som upptäckte Tutanchamons grav.
Titeln övergick dock till en annan gren av familjen. År 1967 dog den siste innehavaren, som också var den siste Earl Stanhope.